# دو ۸۰۰ متر
دو ۸۰۰ متر یکی از رشته‌های دو و میدانی است که کوتاه‌ترین نوع دو نیمه‌استقامت به‌شمار می‌رود. مسیر دو ۸۰۰ متر دارای دو دور ۴۰۰متری است و همیشه در مجموعهٔ بازی‌های المپیک جای داشته‌است. اگر بازی در سالن سرپوشیده برگزار شود، پیست ۲۰۰متری خواهد بود؛ برای همین، باید چهار دور به گِرد زمین دوید. این رشته، هم به استقامت هوازی بالا و هم به تمرینات بی‌هوازی و حداکثر سرعت بالا نیاز دارد.
رکورد دو ۸۰۰ متر مردان به دیویدرودیشاتعلق دارد که در المپیک ۲۰۱۲ لندن زمان ۱:۴۰٫۹۱ را ثبت کرد. رکورد زنان این رشته را هم یارمیلا کراتوخویلووا از چکسلواکی در سال ۱۹۸۳ به میزان ۱:۵۳٫۲۸ ثبت کرده‌است.
۸۰۰ متر از رشته‌های تاکتیکیِ دو محسوب می‌شود. این رشته کوتاهترین دوی است که در آن تمام دوندگان در یک خط می‌دوند؛ در نتیجه، قرار گرفتن در لبهٔ داخلی پیست باعث می‌شود تا دونده‌ها مسافت کمتری را بدوند و این امر اهمیت زیادی برای پیروزی دارد. از طرف دیگر، اعتقاد بر این است که قرار گرفتن در رتبهٔ اول یا دوم گروه در همان ابتدای مسابقه به نفع دونده است، چون سبقت گرفتن در این رشته بسیار مشکل است. به همین دلیل، معمولاً مسابقات ۸۰۰ متر شروع سریعی دارند. اما برخی از دوندگان قهرمان المپیک به این قاعده اعتقادی ندارند و با یک سرعت متوازن و قرار گرفتن در پشت سر گروه موفق شده‌اند دونده‌های پیشرو را پشت سر بگذارند. به‌دلیل اهمیت مسائل تاکتیکی نتیجهٔ مسابقهٔ ۸۰۰ متر چندان قابل پیش‌بینی نیست و معمولاً کسی برندهٔ مسابقه می‌شود که در اواخر رقابت در بهترین جا قرار گرفته‌باشد نه لزوماً کسی که دوندهٔ بهتری است.

## برندگان
معمولاً دوندگان ۸۰۰ متر به اندازهٔ کافی سریع هستند که بتوانند در مسابقه‌های ۴ × ۴۰۰ (چهار نفری ۴۰۰ متر را می‌دوند) هم شرکت کنند، اما تاکنون تنها دو دونده توانسته‌اند در مسابقه‌های مهم بین‌المللی، هم در ۴۰۰ متر و هم در ۸۰۰ متر، خوش بدرخشند. درحالی‌که موفقیت دوندگان ۸۰۰ متر در ۱۵۰۰ متر بسیار بیشتر بوده‌است.
بهترین زمان جهانیِ ثبت‌شده برای جوانان پسر (۱۹ سال و پایین‌تر):
- ابوبکر خمیس کاکی ۱:۴۲٫۶۹ در شهر اسلو، ۶ ژوئن ۲۰۰۸

بهترین زمان جهانیِ ثبت‌شده برای جوانان دختر (۱۹ سال و پایین‌تر):
- پاملا جلیمو ۱:۵۴٫۰۱ در شهر زوریخ، ۲۹ اوت ۲۰۰۸